# 静岡FC
静岡FC（しずおかエフシー）は、かつて存在したサッカークラブ。静岡県静岡市を本拠地として活動していた。日本プロサッカーリーグ（Jリーグ）に加盟する藤枝MYFCの母体となったクラブである。

## 概要
- 2000年

8月、静岡市にJリーグチームを作ることを目的としてヴェルディ川崎元社長の森下源基が理事長となり、三浦知良の育ての親といわれる納谷義郎（叔父）、宣雄（実父）の兄弟らが中心となって「特定非営利活動法人静岡市にJリーグチームを作る会」が設立（11月に認証）。
- 2001年

2月21日に運営法人として「株式会社静岡フットボールクラブ」が設立。同年3月に静岡県社会人サッカーリーグ1部の「静岡やまき屋SC」を母体として静岡FCが創設された。
静岡県リーグ1部で優勝。東海社会人サッカートーナメントBブロックでも優勝し、東海社会人サッカーリーグへ昇格した。なお、翌年から東海リーグは2部制となっているが、当クラブは東海リーグへの昇格初年度ながら2部リーグではなく1部リーグに昇格している（詳細や経緯は不明）。
- 2002年

東海リーグ1部で優勝。全国地域サッカーリーグ決勝大会では1次ラウンドを勝ち上がるも、決勝ラウンドで佐川印刷SC、アイン食品に連敗し3位でJFL昇格を逃す。
- 2003年

東海リーグ1部で2年連続2回目の優勝。地域リーグ決勝大会では1次ラウンドを勝ち上がるも、決勝ラウンドで群馬FCホリコシ、ザスパ草津に連敗し2年連続3位。全国社会人サッカー選手権大会は決勝でホンダルミノッソ狭山FCに0-3で敗れ、準優勝。
- 2004年

東海リーグ1部では3位だったが、2位の中京大学FCが地域リーグ決勝大会への出場を辞退したため、繰り上げ出場。同年9月に全所属選手が退団した沖縄かりゆしFCから9選手を補強し1次ラウンドに臨むも、三菱自動車水島FCに敗れ1次ラウンド2位で敗退。
静岡県サッカー選手権大会で優勝し、第84回天皇杯に初出場。2回戦でFCセントラル中国にPK戦の末敗れる。
- 2005年

東海リーグ1部を14戦無敗で2年ぶり3回目の優勝。地域リーグ決勝大会はバンディオンセ神戸に敗れ1次ラウンド2位で敗退。
- 2006年

元横浜フリューゲルスの高田昌明が選手兼任監督に、ヴィッセル神戸元チーム統括本部長の三浦泰年がテクニカルアドバイザー（総監督）に就任。
東海リーグ1部はFC岐阜に次ぐ2位だったが、全国社会人サッカー大会（V・ファーレン長崎に0-1で敗れる）では準優勝し、この年から設定された『全社枠』により地域リーグ決勝大会に出場。しかし1次ラウンドでFC岐阜と同組となり、FC岐阜、FC Mi-OびわこKusatsuに連敗し1次ラウンド3位で敗退。
第86回天皇杯に2年ぶりに出場。2回戦でJFLのアルテ高崎に勝利すると、3回戦ではJ2の水戸ホーリーホックに勝利した。4回戦では浦和レッズに挑んだものの0-5で敗れる。
- 2007年

東海リーグ1部で2年ぶり4回目の優勝。地域リーグ決勝大会は1次ラウンド第2戦でFC町田ゼルビアにPK負け、第3戦でバンディオンセ神戸に敗れ、1次ラウンド3位で敗退。
- 2008年

東海リーグ1部は14戦無敗で2年連続5回目の優勝。地域リーグ決勝大会は1次ラウンドで3連敗となった。
- 2009年

東海リーグ1部は3位。全社は1回戦で福島ユナイテッドFCに敗れ、地域リーグ決勝大会には出場できなかった。
- 2010年

1月、静岡県リーグ1部の藤枝MYFCに吸収合併された。これにより静岡FCとしての歴史に幕を下ろした。なお、合併以降の藤枝MYFCの状況は当該項目を参照のこと。

## 成績・歴代監督
| 年度 | 所属      | 順位 | 勝点 | 試合 | 勝 | 分 | 敗 | 得点 | 失点 | 差  | 監督                       |
| 2001 | 静岡県1部 | 優勝 | 33   | 12   | 11 | 0  | 1  | 55   | 10   | +45 | アンドレ                   |
| 2002 | 東海1部   | 優勝 | 37   | 16   | 12 | 1  | 3  | 45   | 16   | +29 | アンドレ →セザール →菊池基 |
| 2003 | 東海1部   | 優勝 | 39   | 14   | 13 | 0  | 1  | 39   | 10   | +29 | サルバドール →ピッコリ     |
| 2004 | 東海1部   | 3位  | 22   | 14   | 7  | 1  | 6  | 39   | 26   | +13 | 納谷宣雄                   |
| 2005 | 東海1部   | 優勝 | 34   | 14   | 10 | 4  | 0  | 46   | 11   | +35 | 松原良香                   |
| 2006 | 東海1部   | 2位  | 35   | 14   | 11 | 2  | 1  | 55   | 16   | +39 | 高田昌明                   |
| 2007 | 東海1部   | 優勝 | 39   | 14   | 13 | 0  | 1  | 46   | 7    | +39 | 藤川孝幸                   |
| 2008 | 東海1部   | 優勝 | 34   | 14   | 10 | 4  | 0  | 45   | 12   | +33 | 高田昌明                   |
| 2009 | 東海1部   | 3位  | 24   | 14   | 7  | 3  | 4  | 20   | 12   | +8  | 高田昌明 →北村邦夫         |

## タイトル

### リーグ戦
- 東海社会人サッカーリーグ1部：5回
  - 2002年、2003年、2005年、2007年、2008年

### カップ戦
- 全国社会人サッカー選手権大会
  - 準優勝：2回 (2003年、2006年）
- 全国地域リーグ決勝大会
  - 3位：2回 (2002年、2003年)